# Kepler-9
Kepler-9 är en ensam stjärna belägen i den mellersta delen av stjärnbilden Lyran. Den har en skenbar magnitud av ca 13,9 och kräver ett kraftfullt teleskop för att kunna observeras. Baserat på parallax enligt Gaia Data Release 2 på ca 1,56 mas, beräknas den befinna sig på ett avstånd på ca 2 090 ljusår (ca 640 parsek) från solen. Den rör sig bort från solen med en heliocentrisk radialhastighet på ca 3 km/s.

## Observationer
Kepler-9 fick sitt namn för att det var platsen för det åttonde planetsystemet som upptäcktes av NASA-ledda Kepler-uppdraget, ett projekt som syftar till att upptäcka jordliknande planeter som passerar framför dess värdstjärna sett från jorden. Kepler-9 identifierades som ett multipanetärt system genom observation av betydande variationer i tidsintervallen vid vilka Kepler-9 transiterades. Kepler-9 var det första multipanetära systemet som upptäckts med hjälp av transitmetoden. Det är också det första planetsystem där transiterande planeter bekräftades genom transittidsvariationsmetoden, vilket gör det möjligt att beräkna planeternas massa. Upptäckten av planeterna tillkännagavs den 26 augusti 2010.

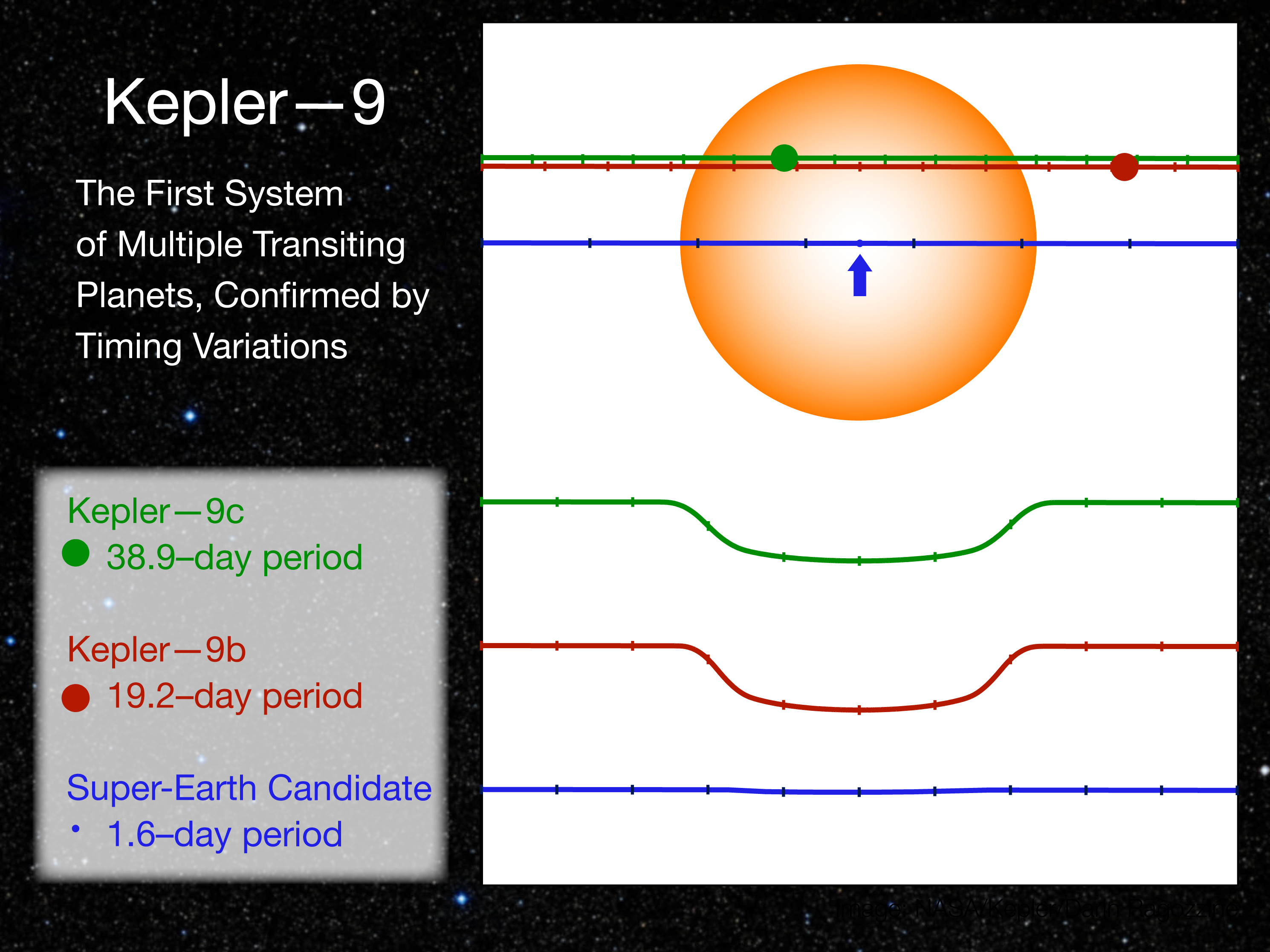
Ljuskurvor för de transiterande planeterna i Kepler-9.

## Egenskaper
Kepler-9 är en solliknande gul till vit stjärna i huvudserien av spektralklass G2 V. Den har en massa som är ca 1,02 solmassa, en radie som är ca 0,96 solradie och har en effektiv temperatur av ca 5 800 K.

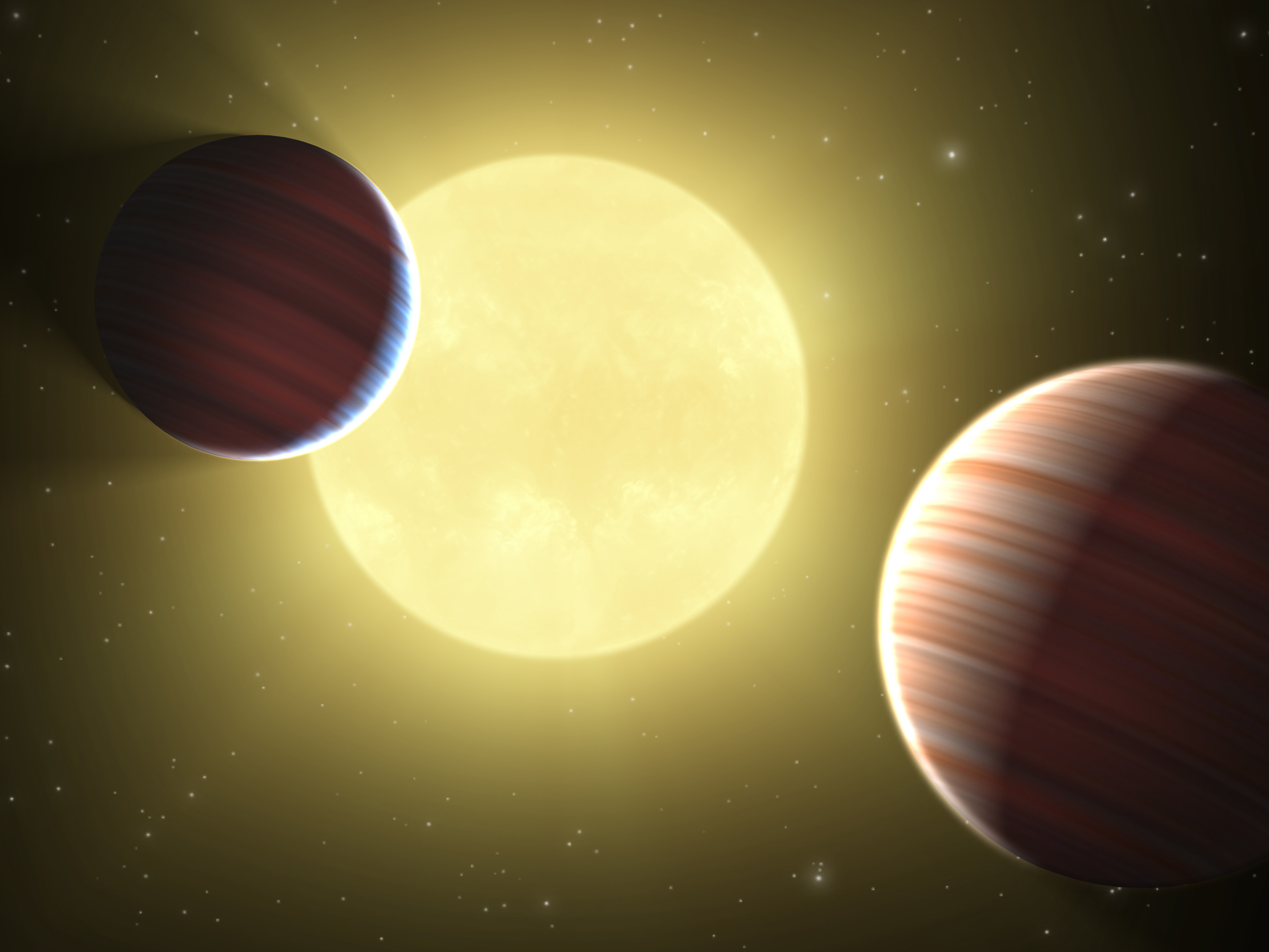
En konstnärs intryck av Kepler-9, inklusive planeterna Kepler-9b och c

## Planetsystem
Det finns tre bekräftade exoplaneter, alla i direkt omloppsbana. De två yttre planeterna, Kepler-9b (den inre) och Kepler-9c (den yttre), är gasjättar med låg densitet som har 25 respektive 17 procent av Jupiters massa och runt 80 procent av Jupiters radie. Båda planeterna har en densitet som är mindre än vatten, liknande Saturnus. Den innersta planeten, Kepler-9d, är en superjord med en radie som är 1,64 gånger jordens och kretsar kring stjärnan med en omloppsperiod av 1,6 dygn. Det uppskattas att det finns 0,59 procent risk att upptäckterna är falska.
Från Kepler-9d (närmast stjärnan) till Kepler-9b (näst efter stjärnan) är förhållandet mellan deras banor 1:12. Emellertid är förhållandet mellan omloppsbanorna för de två yttre planeterna 1:2, ett förhållande som kallas medelrörelseresonans. Kepler-9b och Kepler-9c är de första transitplaneterna som upptäckts i en sådan omloppskonfiguration. Resonansen gör att omloppshastigheterna för varje planet förändras, och får därmed transittiderna för de två planeterna att svänga. Perioden för Kepler-9b ökar med 4 minuter per omlopp, medan den för Kepler-9c minskar med 39 minuter per omlopp. Dessa omloppsförändringar gjorde det möjligt att uppskatta planeternas massa (en parameter som normalt inte kan erhållas via transitmetoden) med hjälp av en dynamisk modell. Massuppskattningarna förfinades ytterligare med hjälp av mätningar av radiella hastighet med HIRES-instrumentet på Keck 1-teleskopet.
Kepler-9b och 9c tros ha bildats bortom "frostlinjen" och sedan ha migrerat inåt på grund av interaktioner med resterna av den stjärnans omgivande stoftskiva. De antas ha fångats in i omloppsresonans under denna migration.
År 2021 fann man att omloppsplanet för Kepler-9b och Kepler-9c långsamt förändras, troligen under gravitationsinflytande från den extra jätteplaneten.
| Planet | Massa           | Halv storaxel (AE)      | Siderisk omloppstid (d) | Excentricitet      | Inklination     | Radie            |
| ------ | --------------- | ----------------------- | ----------------------- | ------------------ | --------------- | ---------------- |
| d      | -               | 0,02730 ± 0,00042       | 3,5225                  | 0                  | -               | 1,64 ± 0,14 R🜨   |
| b      | 44,71 ± 0,24 M🜨 | 0,14276088 ± 0,00000014 | 3,5225                  | 006378 ± 0,00040   | 88,936 ± 0,030° | 8,252 ± 0,094 R🜨 |
| c      | 30,79 ± 0,17 M🜨 | 0,22889876 ± 0,00000053 | 3,5225                  | 0067990 ± 0,000068 | 89,180 ± 0,015° | 8,077 ± 0,092 R🜨 |